# Grewia gillettii
Grewia gillettii là một loài thực vật có hoa trong họ Cẩm quỳ. Loài này được Sebsebe & B.Mathew mô tả khoa học đầu tiên năm 1990.